# サトイモ属
サトイモ属（Colocasia）は、サトイモ科に属する属。 所属種はおおよそ20種、熱帯および亜熱帯アジアに広く分布する。 その中でもタロイモ (Colocasia esculenta) は農業、園芸分野で多くの栽培品種が作出されている。

## 特徴
常緑性の 多年草で、種類によっては草本植物としては大きく成長し、 乳濁液を含む。 多くの種は地下茎、極一部の種は匍匐茎をもち、通常は短い"茎"の頂部に葉と花序をつける。 葉は葉柄をもち、20 - 150cmになる。 
葉と花序が同時に存在し雌雄同株。 花序はサトイモ科に共通する肉穂花序で、仏炎苞に包まれた花序がある。花序の配置は基部より雌花、仮雄蕊、雄花の順である。 果実には複数の種子が形成される。

## 食草とするチョウ
サトイモ属を食草とするチョウ目にはヒゲナガコウモリガ属（Palpifer）のPalpifer murinusやシロテンコウモリなどがある。

## 系統分類と分布

サトイモ属の分布域

サトイモ属はハインリッヒ・ヴィルヘルム・ショットがシュテファン・エンドリヒャーと共に1832年に記したMeletemata Botanicaのp. 18で命名された。異名はColocasia Schott およびLeucocasia Schott.である。 
サトイモ属は熱帯亜熱帯アジアに広く分布する。
サトイモ属には11種または20種 が属する：

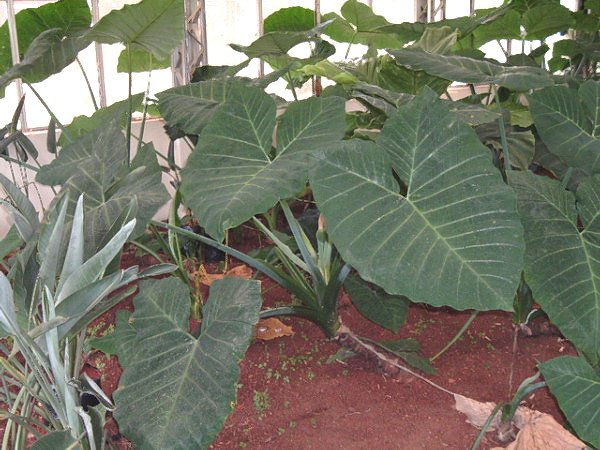
ハスイモ

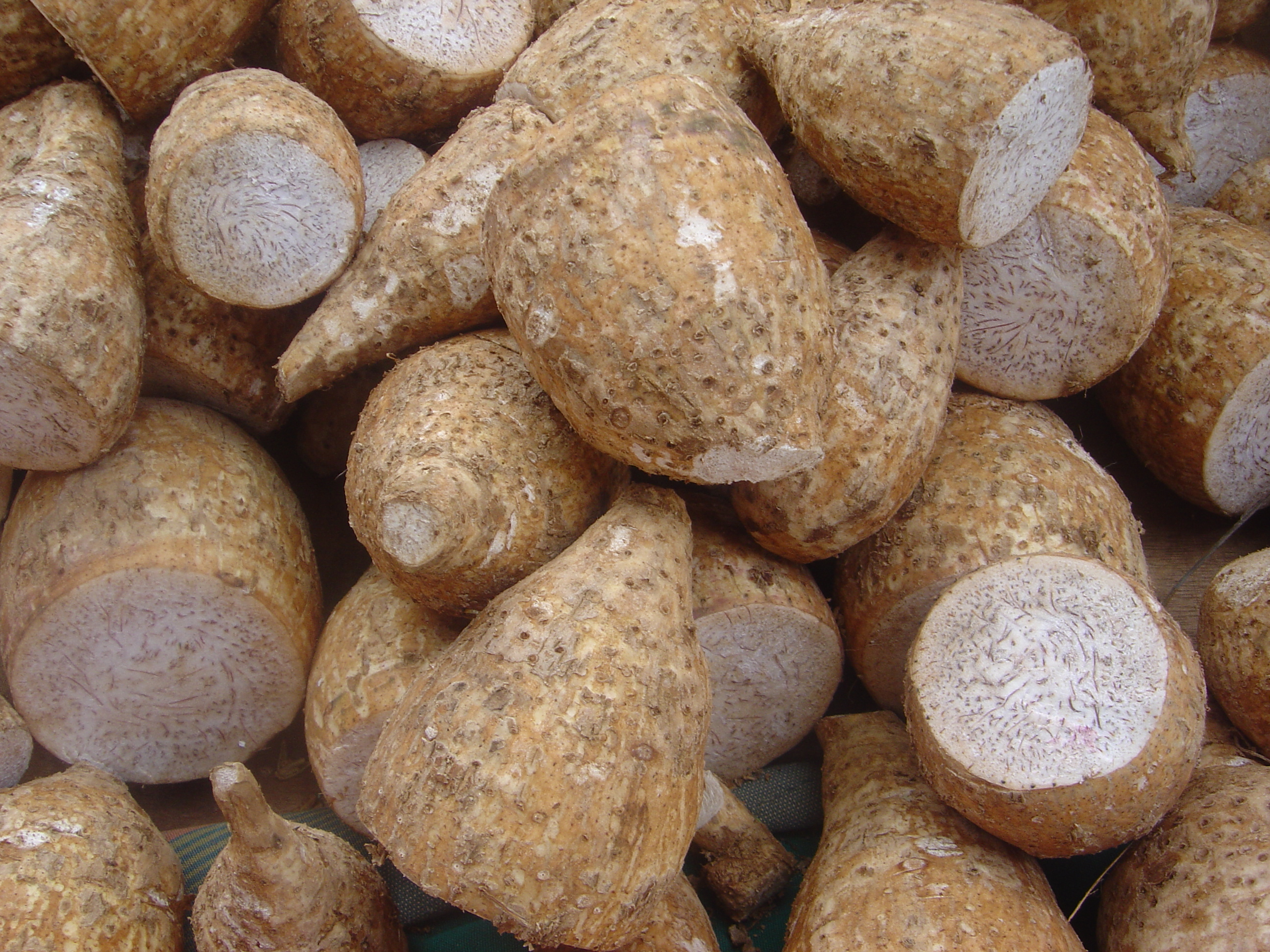
タロイモの"球茎"

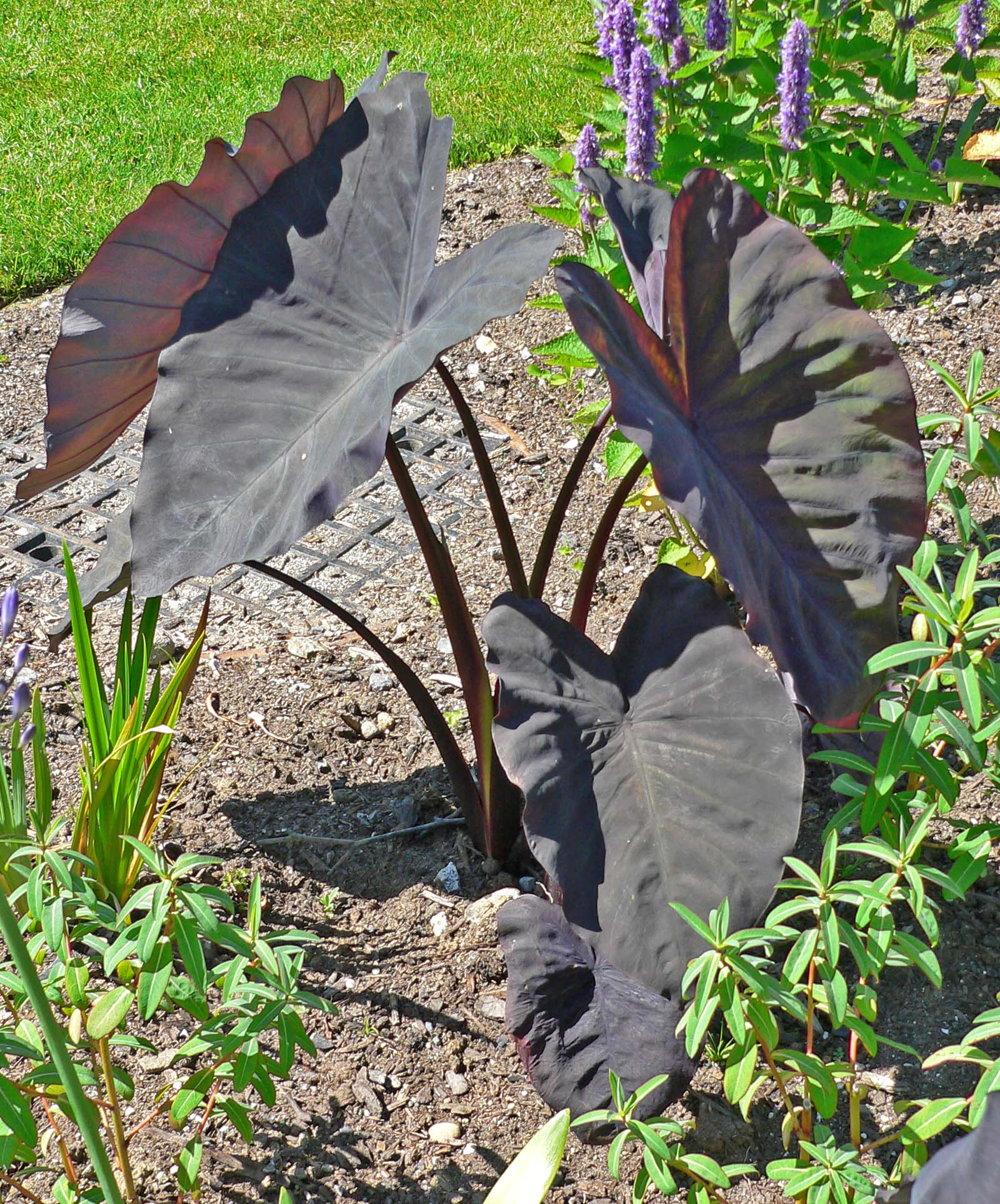
サトイモの1品種'ブラックマジック'

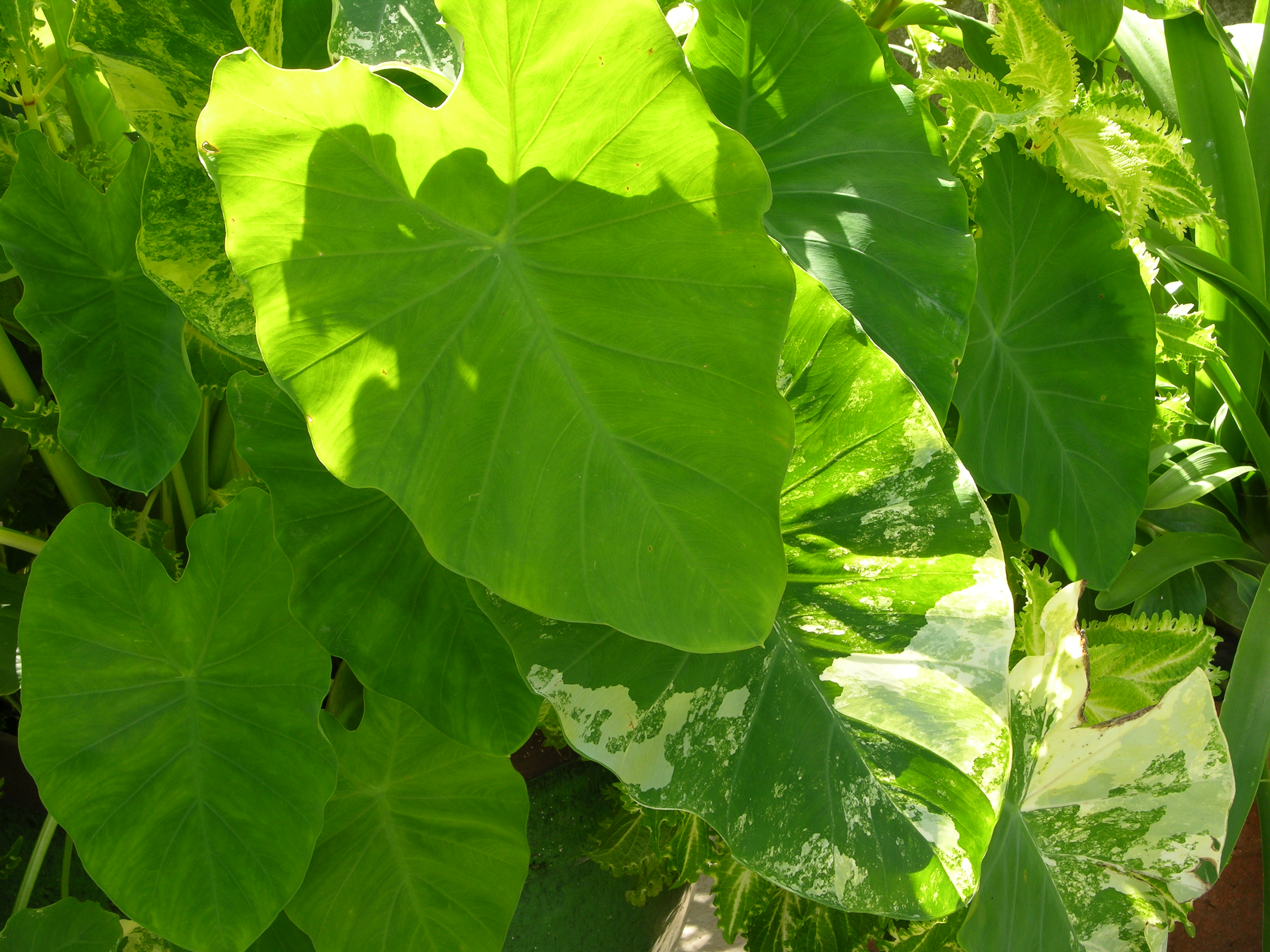
サトイモの1品種'イエロースプラッシュ'

- Colocasia affinis Schott (異名:Colocasia bicolor C.L.Long & L.M.Cao): ヒマラヤ山脈からバングラデシュ北部、インド北東部、ミャンマー北部、ネパールから雲南省南部にかけて分布
- ヤマサトイモ（Colocasia antiquorum Schott、異名: Colocasia esculenta var. antiquorum (Schott) F.T.Hubbard & Rehder, Colocasia fontanesii Schott, Colocasia gaoligongensis H.Li & C.L.Long, Colocasia gongii C.L.Long & H.Li, Colocasia lihengiae C.L.Long & K.M.Liu, Colocasia tonoimo Nakai): アッサム州からミャンマー北部、タイ北部、ラオス北部および雲南省南部にかけて分布
- Colocasia boyceana Gogoi & Borah:2013年に命名されたアルナーチャル・プラデーシュ州で発見された種
- Colocasia dibangensis Gogoi & Borah:2013年に命名されたアルナーチャル・プラデーシュ州で発見された種
- サトイモ (Colocasia esculenta (L.) Schott; 異名:Colocasia antiquorum var. esculenta  Engl. Colocasia formosana Hayata, Colocasia konishii Hayata): スリランカからインド一帯とヒマラヤにかけて分布.
- Colocasia fallax Schott (異名: Colocasia heterochroma H.Li & Z.X.Wei, Colocasia tibetensis J.T.Yin, Colocasia yunnanensis C.L.Long & X.Z.Cai): ヒマラヤからバングラデシュ北部、インド北部、ブータン、ネパールとタイ及びチベット南東部から雲南省にかけて分布.
- Colocasia fontanesii Schott: アッサムから雲南省及びインドシナ北部にかけて分布.
- Colocasia hassanii H.Ara -バングラデシュに分布
- Colocasia lihengiae C.L.Long & K.M.Liu, アルナーチャル・プラデーシュ州から雲南省にかけて分布
- Colocasia mannii Hook. f.: アッサムとニコバル諸島に分布.
- Colocasia menglaensis J.T.Yin, H.Li & Z.F.Xu: 2004に分類された種でラオス、ミャンマー北部、タイ北部と雲南省の勐臘県にかけて分布.
- Colocasia oresbia A.Hay: バングラデシュ及びサバ州に分布.

## 利用
サトイモ(Colocasia esculenta、海外ではタロイモに含まれる)は食用栽培品種として7000年以上栽培されているとされている。  主に澱粉を多く含む球茎を収穫し、馬鈴薯の様な調理法で食される。 多くのミネラル、ビタミンA、B、Cが含まれる葉や葉柄も地域、品種によっては食用とされる。